# 티아 헬레바우트
티아 헬레바우트(네덜란드어: Tia Hellebaut, 네덜란드어 발음: [ˈti.aː ˈɦɛləbʌut], 1978년 2월 16일~)는 벨기에의 전직 육상 선수로 주 종목은 높이뛰기이다. 현재 벨기에 여자 높이뛰기 국가 기록을 보유하고 있다. 벨기에 국가대표로서 2008년 하계 올림픽 여자 높이뛰기에서 금메달을 획득했고, 2006년 유럽 선수권 대회에서 우승하였다. 

## 경력
1978년 안트베르펜에서 태어났으며 학교를 다니면서 육상을 접했다. 어린 시절 안트베르펜 육상 협회에 가입했으며 초기에는 크로스컨트리 달리기를 했으나 높이뛰기와 7종경기로 진로를 정하고 전문 운동 선수 생활을 시작했다. 이후 1995년 벨기에 청소년 국가대표 선수가 되었으며 1997년에 처음 국가대표로 발탁되었다. 2004년에는 그리스 아테네에서 열린 2004년 하계 올림픽에 출전하여 첫 올림픽에 출전했다.
2006년 8월 스웨덴 예테보리에서 열린 2006년 유럽 선수권 대회에서 불가리아의 베넬리나 베네바와 스웨덴의 카이사 베리크비스트를 꺾고 우승을 차지했다. 2007년 2월에는 헨트에서 열린 벨기에 실내 육상 선수권 대회에 참가했으며 7종경기에서 4877점을 기록하여 우승했다. 당시 이 기록은 7종경기 역사상 4번째로 높은 점수였다. 그러나 이 해에 발목 부상과 어깨 부상에 시달렸으며 특히 어깨 부상으로 인해 창던지기 경기력이 약화되어 7종경기 선수를 포기했다. 
이듬해인 2008년에는 베이징에서 열린 2008년 하계 올림픽 높이뛰기에서 크로아티아의 블란카 블라시치를 제치고 금메달을 획득하면서 전성기를 맞이하였다. 같은 해 12월 5일 헬레바우트는 임신과 함께 은퇴를 발표하고, 스포츠 마케팅 회사에 대한 작업을 시작하였다. 2009년 6월 9일 딸 로테가 태어났다.
이후 2010년 테니스 선수인 킴 클레이스터르스가 출산 이후 복귀하자 이에 영향을 받고 현역으로 복귀했다. 복귀 후 바르셀로나에서 열린 2010년 유럽 선수권 대회에서 5위를 했으며 이 시기에 다시 임신하여 다시 선수 생활을 쉬었다. 이후 차녀인 사르티어가 태어났으며 출산 4개월 후인 2011년 6월에 다시 현역으로 복귀했다. 이듬해인 2012년 8월에는 영국 런던에서 열린 2012년 하계 올림픽에 참가했으며 당시 개막식 때 벨기에 선수단 기수를 맡았다. 헬레바우트는 여자 높이뛰기에서 1.97m의 기록으로 4위를 달성했다.
2013년 3월 예테보리에서 열린 유럽 실내 선수권 대회에서 8위에 올랐고 해당 대회 이후 은퇴를 선언했다.